# Sphaeronaemella fimicola
Sphaeronaemella fimicola är en svampart som beskrevs av Marchal 1891. Sphaeronaemella fimicola ingår i släktet Sphaeronaemella, ordningen Microascales, klassen Sordariomycetes, divisionen sporsäcksvampar och riket svampar.  Arten är reproducerande i Sverige. Inga underarter finns listade i Catalogue of Life.